# Painted on Water
Painted on Water is een gezamenlijk album van de Turkse singer-songwriter Sertab Erener en singer-songwriter Demir Demirkan.

## Nummers
1. Blue
2. Love We Made
3. Mad Love
4. Nothing But To Pray
5. Painted On Water
6. 1000 Faced Man
7. Let It Go
8. Before The Night Is Over
9. One Shot
10. Aegean Bride
11. Shenaz On Shiraz
12. Habudiyar
13. Shut Up & Dance
14. Before The Night Is Over (akoestisch)